# Ustilago

Cykl rozwojowy Ustilago avenae

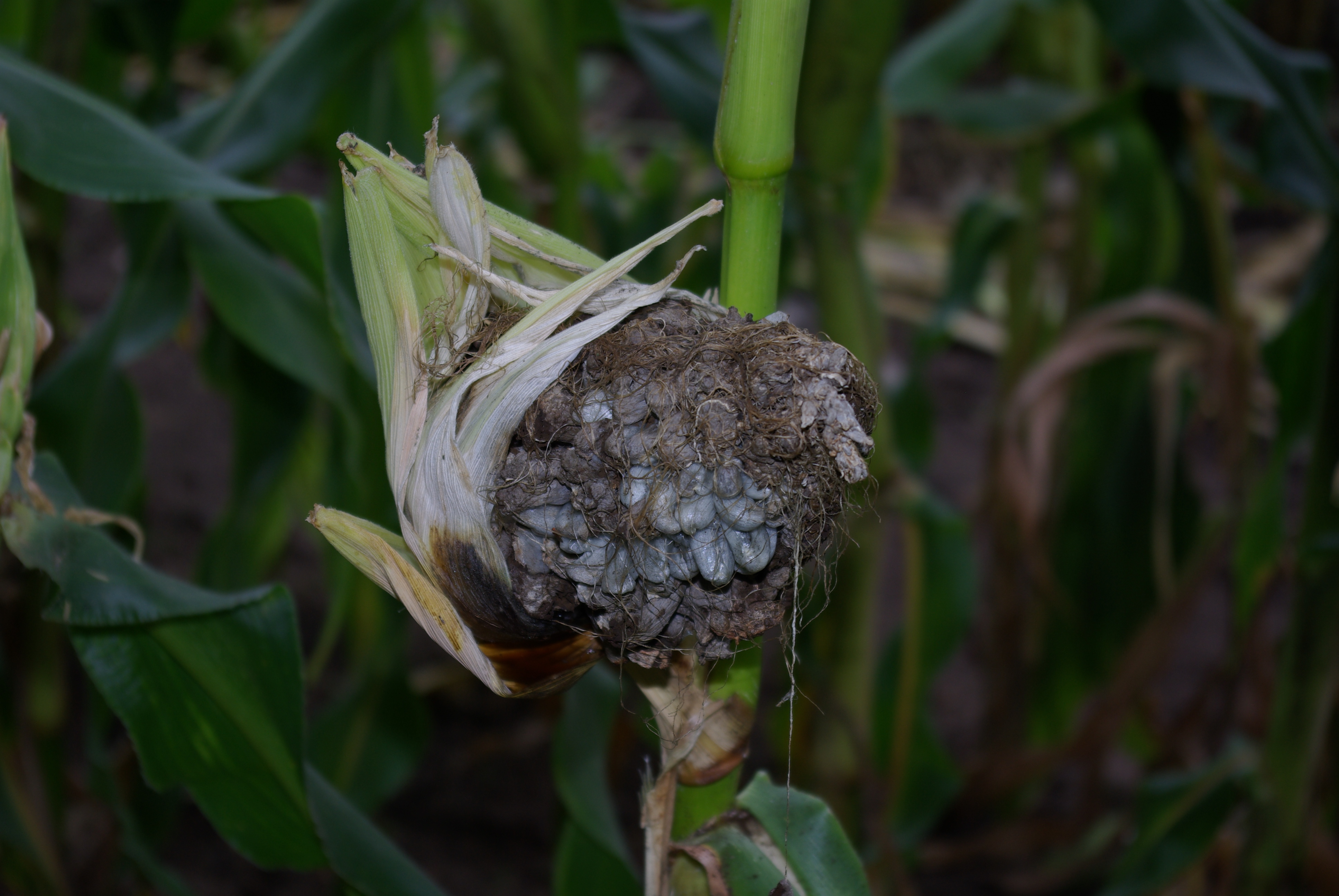
Skupisko ustilospor na kolbie kukurydzy porażonej przez głownię kukurydzy

Ustilago (Pers.) Roussel (głownia) – rodzaj grzybów należący do rodziny głowniowatych (Ustilaginaceae).

## Systematyka i nazewnictwo
Pozycja w klasyfikacji według Index Fungorum: Ustilaginaceae, Ustilaginales, Ustilaginomycetidae, Ustilaginomycetes, Ustilaginomycotina, Basidiomycota, Fungi.

## Charakterystyka
Gatunki należące do rodzaju Ustilago to grzyby pasożytujące wyłącznie na roślinach z rodziny wiechlinowatych (Poaceae), często na zbożach. Ich grzybnia rozwija się miejscowo, lub przerasta całą roślinę. Zbudowana jest ze strzępek o przegrodach poprzecznych bez otworów. Wszystkie komórki grzybni mogą wytwarzać ustilospory. Skupiska ustilospor mają ciemnobrunatną lub niemal czarną barwę, nie są pokryte ścianką i nie powstają w nich kolumelle. Najczęściej powstają w kwiatach roślin, ale czasami także na innych częściach roślin.
U porażonych zbóż wywołują choroby zwane głowniami. Choroby te powodują duże straty w gospodarce.
Niektóre gatunki:

- Ustilago aeluropodis (Trotter) Vánky
- Ustilago affinis Ellis & Everh.
- Ustilago agropyri McAlpine
- Ustilago alcornii Vánky
- Ustilago aschersoniana A.A. Fisch. Waldh.
- Ustilago austro-africana Vánky & C. Vánky
- Ustilago avenae (Pers.) Rostr. – głownia owsa
- Ustilago buchloës Ellis & Tracy
- Ustilago bullata Berk.
- Ustilago chloridis Vánky, C. Vánky & R.G. Shivas
- Ustilago corcontica (Bubák) Liro
- Ustilago coronariae Liro
- Ustilago crameri Körn.
- Ustilago crus-galli Tracy & Earle
- Ustilago cynodontis (Pass.) Henn.
- Ustilago drakensbergiana Vánky
- Ustilago dregeanoides Vánky & C. Vánky
- Ustilago echinata J. Schröt.
- Ustilago esculenta Henn.
- Ustilago filiformis (Schrank) Rostr.
- Ustilago grammica Berk. & Broome
- Ustilago grandis Fr.
- Ustilago hitchcockiana Zundel
- Ustilago hordei (Pers.) Lagerh.
- Ustilago longissima (Sowerby) Tul. & C. Tul.
- Ustilago mauritiana Vánky
- Ustilago maydis (DC.) Corda – głownia kukurydzy
- Ustilago mexicana Ellis & Everh.
- Ustilago nuda Schaffnit
- Ustilago rabenhorstiana J.G. Kühn
- Ustilago segetum (Bull.) Roussel
- Ustilago serpens (P. Karst.) B. Lindeb.
- Ustilago shiraiana Henn.
- Ustilago sphaerogena Burrill
- Ustilago spinificis F. Ludw.
- Ustilago striiformis (Westend.) Niessl
- Ustilago syntherismae (Schwein.) Peck
- Ustilago tragana Zundel
- Ustilago trichophora (Link) Kunze
- Ustilago triodiae Vánky
- Ustilago triraphidis Vánky
- Ustilago tritici (Pers.) C.N. Jensen, Kellerm. & Swingle – głownia pszenicy
- Ustilago tumefaciens Henn.
- Ustilago utriculosa (Nees) Tul. & C. Tul.
- Ustilago vaillantii Tul. & C. Tul.

Nazwy naukowe na podstawie Index Fungorum. Uwzględniono tylko gatunki zweryfikowane o potwierdzonym statusie.